# Eustomias enbarbatus
Eustomias enbarbatus es una especie de pez de la familia Stomiidae en el orden de los Stomiiformes.

## Morfología
• Los machos pueden llegar alcanzar los 21,4 cm de longitud total.

## Hábitat
Es un pez de mar y de aguas  subtropicales que vive 0-800 m de profundidad.

## Distribución geográfica
Se encuentra en el  Atlántico oriental (desde el Sahara Occidental hasta Namibia, salvo el Golfo de Guinea), el Atlántico occidental (desde los Estados Unidos hasta la Argentina, incluyendo el Mar Caribe), el Índico y el Pacífico.